# توبرة ريز (مقاطعة دهغلان)
توبرة ريز (بالفارسية: توبره ریز) هي قرية تقع في قسم حومة دهغلان الريفي (مقاطعة دهغلان) في إيران. يقدر عدد سكانها بـ 336 نسمة .